# Nouvelle cuisine

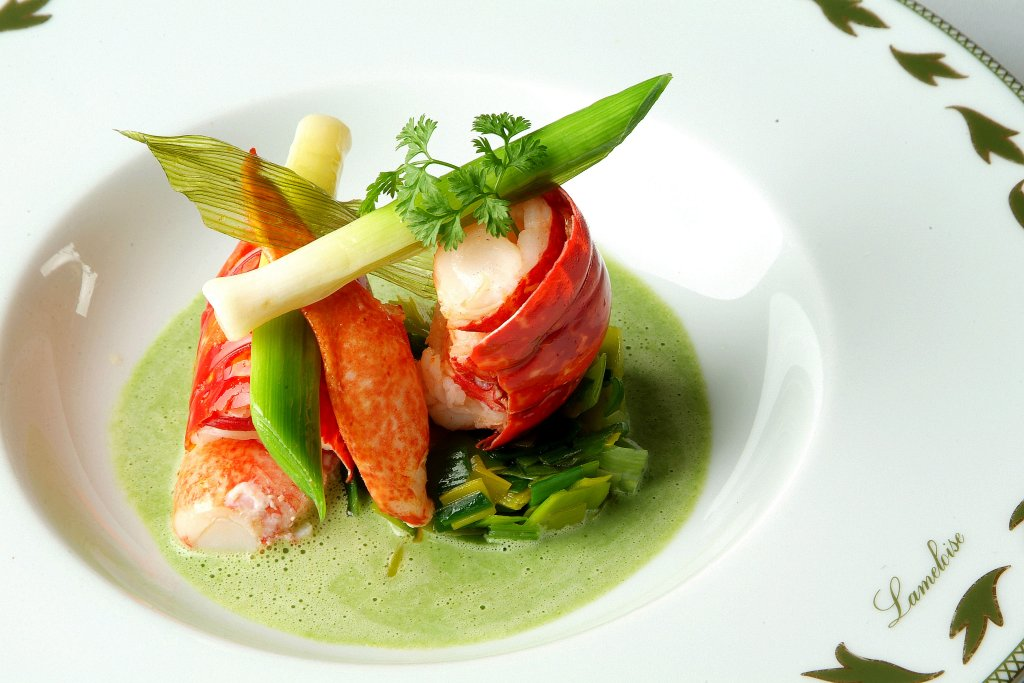
Exemplu de prezentare nouvelle cuisine

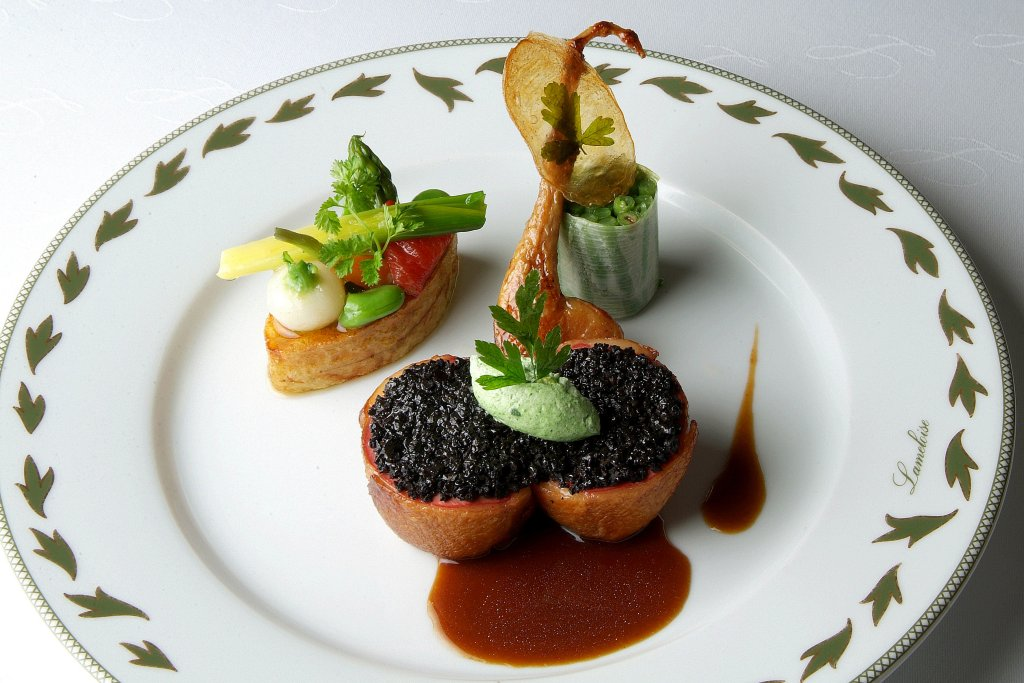
Prezentare Jacques Lameloise (bucătar de 3 stele Ghidul Michelin) reprezentant nouvelle cuisine

Nouvelle cuisine (din franceză, însemnând „Bucătăria noua ”) este o abordare moderă în bucătăria franceză care pune accent pe modul de prezentare a produselor culinare. Ea s-a dezvoltat în anii 1960-1970 punând în valoare mâncărurile proaspete, ușoare și cu arome clare. Prin contrast cu bucătăria clasică, „noua bucătărie“ se caracterizează prin mâncăruri mai ușoare, mai delicate, foarte important fiind însă modul de prezentare influențat se pare de stilul de montare al preparatelor din bucătăria japoneză.

## Istoric
Termenul nouvelle cuisine a fost folosit de multe ori în istoria bucătăriei franceze. În 1740 de exemplu, activitatea unor bucătari ca Vincent La Chapelle, François Marin sau Menon a fost descrisă ca fiind noua bucătărie. Apoi în anii 1880 și 1890, munca lui Georges Auguste Escoffier a fost descrisă cu același termen. Utilizarea modernă poate fi atribuită autorilor André Gayot  , Henri Gault și Christian Millau, care a folosit conceptul pentru a descrie preparatele unor maeștri bucătari ca Paul Bocuse, Alain Capela și Jean-Pierre Troisgros, Michel Guerard, Roger și Oliver Raymond, mulți dintre aceștia fiind elevii lui Fernand Point. Paul Bocuse a susținut că Gault a folosit pentru prima dată termenul pentru a descrie produsele alimentare preparate de Bocuse și de alți bucătari de top pentru zborul inaugural al avionului Concorde  din 1969. 
Cunoscuții criticii culinari Gault și Milleu scriu că Nouvelle cuisine a apărut ca reacție la bucătăria clasică complexă și rigidă codificată cu ani în urmă de către Escoffier. 

## „Formula”
Gault  și Millau au identificat zece caracteristici ale acestui nou stil de a gati. Acestea sunt: 
1. evitarea complicațiilor excesive în gătit.
2. gătirea excesivă a peștelui, a fructelor de mare, a vânatului, a vitelului, a legumelor verzi și a pateurilor s-au redus foarte mult în încercarea de a păstra aromele naturale. Prepararea la aburi a devenit metoda preferată de preparare a acestor produse.
3. se caută a fi folosite în bucătărie doar cele mai proaspete ingrediente posibile.
4. meniurile mari au fost abandonate în favoarea meniurilor mai scurte.
5. marinarea puternică a cărnii a fost abandonată.
6. de asemenea, au fost abandonate sosurile grele, cum ar fi espagnole și bechamel îngroșate cu făină, pe bază de Roux, acestea fiind înlocuite cu condimente și ierburi proaspete, unt de înaltă calitate, suc de lămâie sau oțet.
7. ca sursă de inspirație sunt recomandate bucătăriile regionale tradiționale în locul bucătăriei clasice.
8. au fost îmbrățișate noi tehnologii și echipamente moderne; Bocuse utilizând chiar cuptoarele cu microunde.
9. maeștrii bucătarii s-au apropriat de nevoile alimentare ale clienților lor, creând meniuri personalizate.
10. maeștrii bucătarii au fost extrem de inventivi creând noi combinații și creând alte specialități. [2]